# Комсомольская (станция метро, Сокольническая линия)
«Комсомо́льская» (также «Комсомо́льская»-радиальная) — станция Московского метрополитена на Сокольнической линии. Расположена между станциями «Красносельская» и «Красные Ворота», связана пересадкой с одноимённой станцией на Кольцевой линии и наземной со станцией «Площадь трёх вокзалов» на линиях МЦД-2 (Курско-Рижский) и МЦД-4 (Калужско-Нижегородский). Находится на территории Красносельского района Центрального административного округа Москвы. Открыта 15 мая 1935 года в составе первого пускового участка «Сокольники» — «Парк культуры» с ответвлением «Охотный Ряд» — «Смоленская».

## История и происхождение названия
Станция открыта 15 мая 1935 года в составе первого пускового участка Московского метрополитена из 13 станций: «Сокольники» — «Парк культуры» с ответвлением до станции «Смоленская».
Названа по одноименной площади, на которую выходит. Сама площадь получила название в 1933 году в связи с 15-летием создания ВЛКСМ. Ранее площадь называлась Каланчёвской — по существовавшему здесь в XVII веке царскому путевому дворцу с высокой башней — каланчой. При возвращении исторических названий в начале 1990-х годов планировалось вернуть площади историческое название Каланчёвская и так же переименовать станцию метро, но от этого отказались.
15 марта 1941 года станция была отмечена Сталинской премией 1-й степени.

## Вестибюли и пересадки
Имеется два наземных вестибюля. Один из них расположен в здании Казанского вокзала. Другой же, совмещён с вестибюлем одноимённой станции Кольцевой линии, выходит на Комсомольскую площадь, Краснопрудную, Новорязанскую, Каланчёвскую улицы, проездам Комсомольской Площади, Рязанский, Южный и на площадь Строителей БАМ. Вестибюль размещается между зданиями Ленинградского и Ярославского вокзалов. Вестибюль в здании Казанского вокзала связан с торцом станции лестничными маршами, вестибюль между Ярославским и Ленинградским вокзалами имеет эскалаторы.
В данный момент из-за крайне высокого пассажиропотока вестибюль работает только для выхода пассажиров. Для входа переоборудован подземный переход, так как вестибюль станции не справлялся с огромным пассажиропотоком. До 1952 года на его месте существовал северный вестибюль (архитекторы А. М. Рухлядев, В. Ф. Кринский, художники В. А. Фаворский и А. Т. Иванов), открытый при пуске первой линии метро. Этот вестибюль оригинальной архитектуры до наших дней не сохранился.
18 апреля 2022 года вновь открылся, ранее закрытый в середине 1990-х годов подземный пешеходный переход от Ленинградского вокзала к обеим станциям метро «Комсомольская» (Кольцевой и Сокольнической линий).

## Техническая характеристика
Конструкция станции — колонная трёхпролётная мелкого заложения (глубина заложения — 8 м). На станции 23 пары колонн с шагом 7 м. Станция имеет необычную конструкцию: так как на станции изначально предполагался большой пассажиропоток, вдоль всего зала над путями сооружены пешеходные галереи для равномерного распределения пассажиров.
На каждом из двух балконов расположено по ряду из 45 колонн. Со стороны станции «Красносельская» находятся шестистрелочные тупики, один из которых (3 ст. п.) переходит в соединительную ветвь в электродепо «Северное»; именно из него 15 октября 1934 года на станцию прибыл первый пробный состав Московского метрополитена, состоявший из двух вагонов.

## Оформление
Путевые стены облицованы светло-жёлтой керамической плиткой. Пол выложен серым и красным гранитом, а пол пешеходных галерей-балконов над путями — керамической плиткой (изначально было асфальтовое покрытие). Квадратные в сечении колонны облицованы золотисто-жёлтым мрамором «чоргунь». Капители колонн украшены бронзовой эмблемой Коммунистического интернационала молодёжи (КИМ), подчёркивающей вклад комсомольцев 1930-х годов в строительство метрополитена.
Стены балконных галерей покрыты мрамором «газган», колонны на балконах — прохоро-баландинским мрамором. Для оформления станции впервые в метрополитене были применены панно из майоликовой плитки, отражающие героику труда комсомольцев-метростроевцев («Метростроевцы», художник Е. Е. Лансере).

## Наземный общественный транспорт
На этой станции можно пересесть на следующие маршруты городского пассажирского транспорта:
- Автобусы: м60, 40, 604, с633, н15
- Троллейбусы: Т
- Трамваи: 7, 13, 37, 50

## Станция в цифрах
- Код станции — 006.
- В марте 2002 года пассажиропоток составлял: по входу — 41,2 тыс. человек, по выходу — 44,7 тыс. человек в сутки[4].
- Таблица времени прохождения первого поезда через станцию[5]:

| По чётным числам                   | Будние дни | Выходные дни |
| По нечётным числам                 | Будние дни | Выходные дни |
| В сторону станции «Красносельская» | 06:00:00   | 06:06:00     |
| В сторону станции «Красносельская» | 06:00:00   | 06:06:00     |
| В сторону станции «Красные Ворота» | 05:33:00   | 05:33:00     |
| В сторону станции «Красные Ворота» | 05:33:00   | 05:33:00     |

## В кинематографе
Зал станции присутствовал в фильмах «Летят журавли» (именно на этой станции пряталась Вероника, когда разбомбили её дом) и «У твоего порога», а также в финальной сцене фильма «Научная секция пилотов».

## В компьютерных играх
«Комсомольская» воссоздана в дополнении (моде) «Metrostroi Subway Simulator» к игре «Garry's Mod» в Steam  под вымышленным названием «Новоармейская» на карте b51 с  вымышленной Автозаводской линией. Станция смоделирована и подключена к системе СЦБ с основным средством сигнализации в виде автоблокировки со светофорами и защитными участками, дополненной АЛС-АРС и функционирует в виде аддонов в Steam Workshop. В реальности на Сокольнической линии основным средством сигнализации является АЛС-АРС без автостопов и защитных участков с нормально погашенными светофорами автоматического действия; на них обязательно включение светофоров автоблокировки с «привычными» сигналами для осуществления проезда подвижного состава с необорудованными/неисправными/отключёнными устройствами АЛС-АРС, поскольку сигнал «один синий огонь», согласно Инструкции по сигнализации (ИСИ), штатно включённый на светофорах полуавтоматического действия (у путевого развития) является для поездов без АЛС-АРС запрещающим показанием. Дополнение отличается от других компьютерных симуляторов поезда высокой реалистичностью и широкой кастомизацией каких-либо действий.

## Галерея
| - Центральный зал станции. 13 декабря 2016 - Посадочная платформа. 15 февраля 2009 - Путевая стена с названием станции. 20 июля 2022 - Вид на платформу. 18 ноября 2023 - Пешеходный балкон. 1 января 2012 - Проход в пересадочный тоннель на Кольцевую линию. 18 ноября 2023 - Переход на Кольцевую линию. 1 января 2012 - Майоликовое панно в переходе на Кольцевую линию. 31 августа 2023 - Майоликовое панно в переходе на Кольцевую линию. 31 августа 2023 - Орнамент на ограде балкона. 8 декабря 2023 - Изразцовый узор на колонне. 8 декабря 2023 - Общий наземный вестибюль. 5 сентября 2023 - Станция в 1935 году |